# ŠACHinfo
ŠACHinfo je české šachové nakladatelství zabývající se jak vydáváním stejnojmenného šachového časopisu, tak i knih a řady dalších věcí souvisejících s šachovou hrou. Spolupracuje s firmou ChessBase. Nakladatelství působilo od počátku 90. let a na jeho vzniku se podílel i velmistr Luděk Pachman. Od roku 2001 začali jako jedni z prvních na českém internetu nabízet online zpravodajství ze světa šachu.
Nakladatelství řídil Břetislav Modr. Po jeho úmrtí v květnu 2014 vyšlo číslo 3 ročníku 2014 časopisu ŠACHinfo, vydané vydavatelstvím Vladimír Vyskočil – KORŠACH, s oznámením, že je poslední. Budoucnost knižního nakladatelství je nejistá, provoz webu a šachového obchodu byl pozastaven.